# Bibliothèque universelle
Die Bibliothèque universelle war eine wissenschaftliche und literarische, monatlich erscheinende Zeitschrift aus Genf. Sie wurde 1796 als Bibliothèque britannique gegründet und vertrat wirtschaftlich einen liberalen Kurs, sozial, politisch und ästhetisch einen konservativen und ethisch den protestantischen Standpunkt. 1816 wurde sie in Bibliothèque universelle de Genève umbenannt. Sie umfasste zu Beginn drei Teile: Littérature, Sciences et Arts und Agriculture anglaise. Letzterer wurde 1816 eingestellt, der wissenschaftliche Teil 1846 in Archives des sciences physiques et naturelles umbenannt, während der literarische Teil 1861 die 1838 gegründete Revue suisse integrierte und sich danach Bibliothèque universelle et Revue suisse nannte. 1924 fusionierte sie mit der 1920 gegründeten Revue de Genève zur Bibliothèque universelle et Revue de Genève. 1930 wurde sie eingestellt.

## Bibliothèque britannique
Die Bibliothèque britannique wurde im Januar 1796 von den Brüdern Marc-Auguste Pictet (1752–1825) und Charles Pictet de Rochemont (1755–1824) und Frédéric-Guillaume Maurice (1750–1826) gegründet und von einer Gelehrtengesellschaft redigiert.

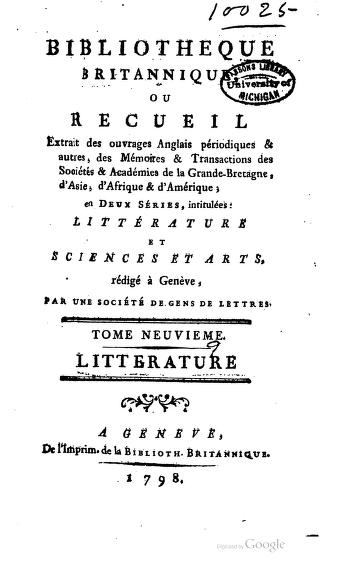
Titelseite der Bibliothèque britannique (1798)

Sie erschien parallel in drei Teilen: Littérature (3 Bände/Jahr, total 60), Sciences et Arts (3 Bände/Jahr, total 60) und Agriculture anglaise (1 Band/Jahr, total 20). Anfänglich war sie eine blosse Zusammenstellung von Auszügen aus englischen Zeitschriften und Buchpublikationen, aus Abhandlungen und gesammelten Schriften von Gesellschaften und Akademien Grossbritanniens, Asiens, Afrikas und Amerikas, wie der Untertitel der Zeitschrift bei ihrer Gründung verrät: Recueil Extrait des ouvrages Anglais périodiques & autres, des Mémoires & Transactions des Sociétés & Académies de la Grande-Bretagne, d’Asie, d’Afrique & d’Amérique. Sie entwickelte sich jedoch rasch darüber hinaus. Zu den Gründern kamen weitere Genfer Redaktoren hinzu, u. a. die Gelehrten Charles-Gaspard de la Rive und Pierre Prevost sowie der Arzt Louis Jean Odier.
Während Frédéric-Guillaume Maurice, der spätere Bürgermeister von Genf, für die Administration der Zeitschrift zuständig war, kümmerte sich Charles Pictet um den literarischen Teil sowie um die Artikel über die englische Landwirtschaft. Marc-Auguste Pictet, der fünfmal nach England reiste, um sich mit einflussreichen Wissenschaftlern und Denkern der Zeit zu treffen, übernahm den wissenschaftlichen Teil.
Die anglophilen Genfer Patrizier wollten mit der Zeitschrift den von ihnen bevorzugten traditionellen englischen Liberalismus dem jakobinischen Frankreich und dem durch die Französische Revolution verbreiteten Denken entgegenstellen.
Die Zeitschrift erlangte schnell grosses Ansehen. Die monatlichen Ausgaben umfassten anfänglich jeweils 80 bis 100 Seiten. Die Zahl der Abonnenten betrug etwa 500, in den 1800er Jahren über 600. Mit dem kleinen Team von Mitarbeitern (wie Charles-Gaspard de la Rive für die Chemie, Louis Jean Odier für die Medizin und Pierre Prevost für die Philosophie) machten Maurice und die Brüder Pictet die französischsprachige Welt mit Autoren wie Walter Scott, Jeremy Bentham und Jane Austen, mit den Arbeiten über Wärme und Licht des Earl of Rumford Benjamin Thompson, mit den Entdeckungen der Chemie von Humphry Davy und mit Alexander von Humboldts Reisen in den Kordilleren bekannt. Im Oktober 1798 informierte die Zeitschrift über die Entdeckungen von Edward Jenner auf dem Gebiet der Pockenimpfung, der unter dem Namen «variole vaccine» in kleinen Dosen gegen Pocken impfen liess. Der Arzt Louis Jean Odier hatte Jenners Arbeit ins Französische übersetzt. Der Begriff «vaccine» (Impfstoff) tauchte damit zum ersten Mal im französischen Wortschatz auf.
Offenbar war der Erfolg der Zeitschrift so gross, dass Napoleon es nicht wagte, ihr Erscheinen zu verhindern, obwohl sie – wenn auch im Ansatz unpolitisch – eine liberale Meinungsströmung vertrat, die im Kaiserreich nicht sehr geschätzt wurde. Zum Zeitpunkt des Sturzes von Bonaparte verfügte die Bibliothèque britannique über 140 Bände mit je 300 bis 350 Seiten.

## Bibliothèque universelle de Genève

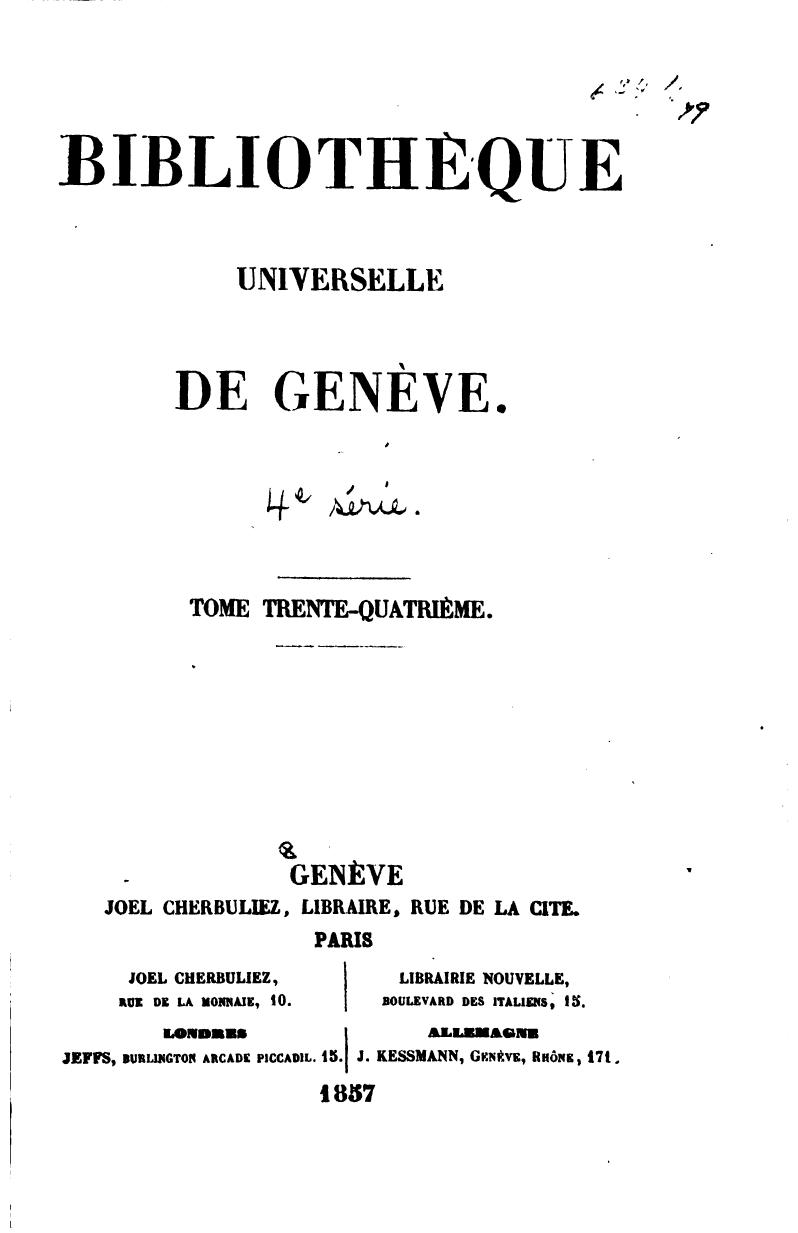
Titelseite der Bibliothèque universelle de Genève ab 1816

Nach und nach weitete sich der Umfang der Bibliothèque britannique aus, und der durch den Titel vorgegebene Rahmen wurde für die Redaktoren zu einer unangenehmen Einschränkung. Darüber hinaus veränderte der Sturz Napoleons im Jahr 1815 die politische und intellektuelle Landschaft Europas radikal. 1816 wurde deshalb die Zeitschrift in Bibliothèque universelle de Genève umbenannt, um sich für Artikel aus ganz Europa (vor allem aus Deutschland und Italien) zu öffnen. Sie veröffentlichte nun Originalartikel auch aus anderen Ländern, insbesondere von schweizerischen, deutschen und italienischen Wissenschaftlern.
Der Tod der Brüder Pictet in den Jahren 1824 und 1825 verlangsamte die Entwicklung der Zeitschrift, die nun von Georges Maurice, der seit 1821 für sie arbeitete, im Namen einer Gesellschaft von einem Dutzend Mitgliedern übernommen wurde. 1835 wurde diese Gesellschaft aufgelöst, und die Redaktion wurde von Auguste Arthur de la Rive (1801–1873), dem Sohn von Charles-Gaspard de la Rive, übernommen. Er legte die Teile «Literatur» und «Wissenschaften und Künste» zusammen. Er beschloss zudem, eine bestimmte Anzahl von Mitarbeitern, die bis dahin in der Regel ehrenamtlich tätig gewesen waren, zu entlöhnen. Von 1841 bis 1845 gab de la Rive auch eine wissenschaftliche Beilage mit dem Titel Archives de l’électricité heraus, die etwa 200 Abonnenten hatte.
Im Jahr 1846 erfuhr die Bibliothèque universelle de Genève mehrere Veränderungen. Der wissenschaftliche Teil, verfasst von de la Rive, Jean Charles Galissard de Marignac und François Jules Pictet, wurde in Archives des sciences physiques et naturelles umbenannt, die Bibliothèque universelle de Genève damit in Bibliothèque universelle de Genève et Archives des sciences physiques et naturelles. Der den Schweizer Wissenschaftlern vorbehaltene Teil wurde dank der Mitarbeit von Forschern wie Alfred Gautier, Émile Plantamour, Alphonse de Candolle und Édouard Claparède immer wichtiger. Er wurde 1947 von der Société de physique et d’histoire naturelle de Genève übernommen und wird bis heute unter dem Titel Archives des sciences weitergeführt.

## Bibliothèque universelle et Revue suisse

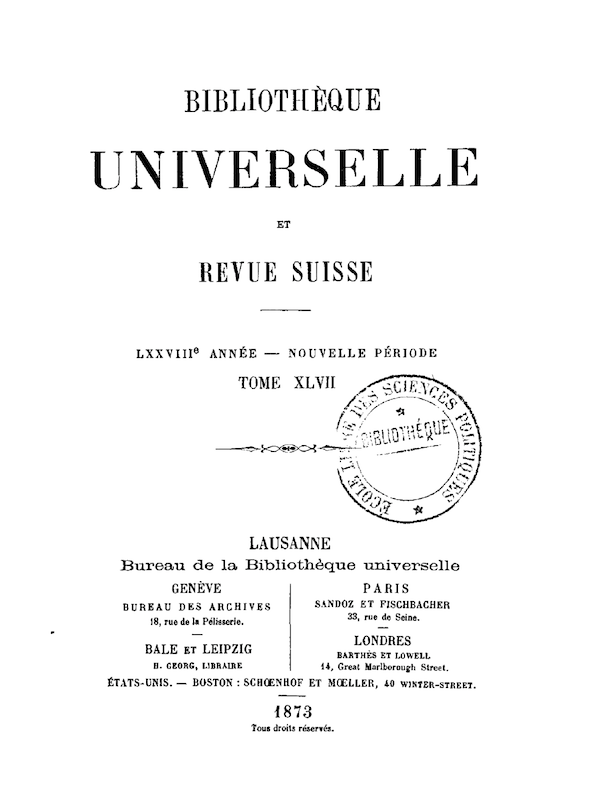
Titelseite der Bibliothèque universelle et Revue suisse (1873)

Der literarische Teil, von einer eigenen Redaktion betreut, integrierte 1861 die 1838 gegründete, erst in Lausanne und später in Neuenburg publizierte und von Charles Secrétan und Juste Olivier geleitete Revue suisse und nannte sich danach Bibliothèque universelle et Revue suisse. In der Westschweiz war sie ab 1866 unter der Leitung von Édouard Tallichet (1828–1911), der mit intellektuellen und literarischen Persönlichkeiten wie Eugène Rambert, Marc Monnier und Philippe Godet arbeitete, wieder sehr erfolgreich. Weitere bekannte Direktoren waren Edmond Rossier von 1909 bis 1915, der 1913 Vie de Samuel Belet von Charles Ferdinand Ramuz veröffentlichte, und sein Nachfolger, der Philosoph Maurice Millioud. Die enzyklopädische Form der Zeitschrift geriet jedoch allmählich aus der Mode, und die Zeitschrift verlor nach und nach ihre Leser.

## Bibliothèque universelle et Revue de Genève

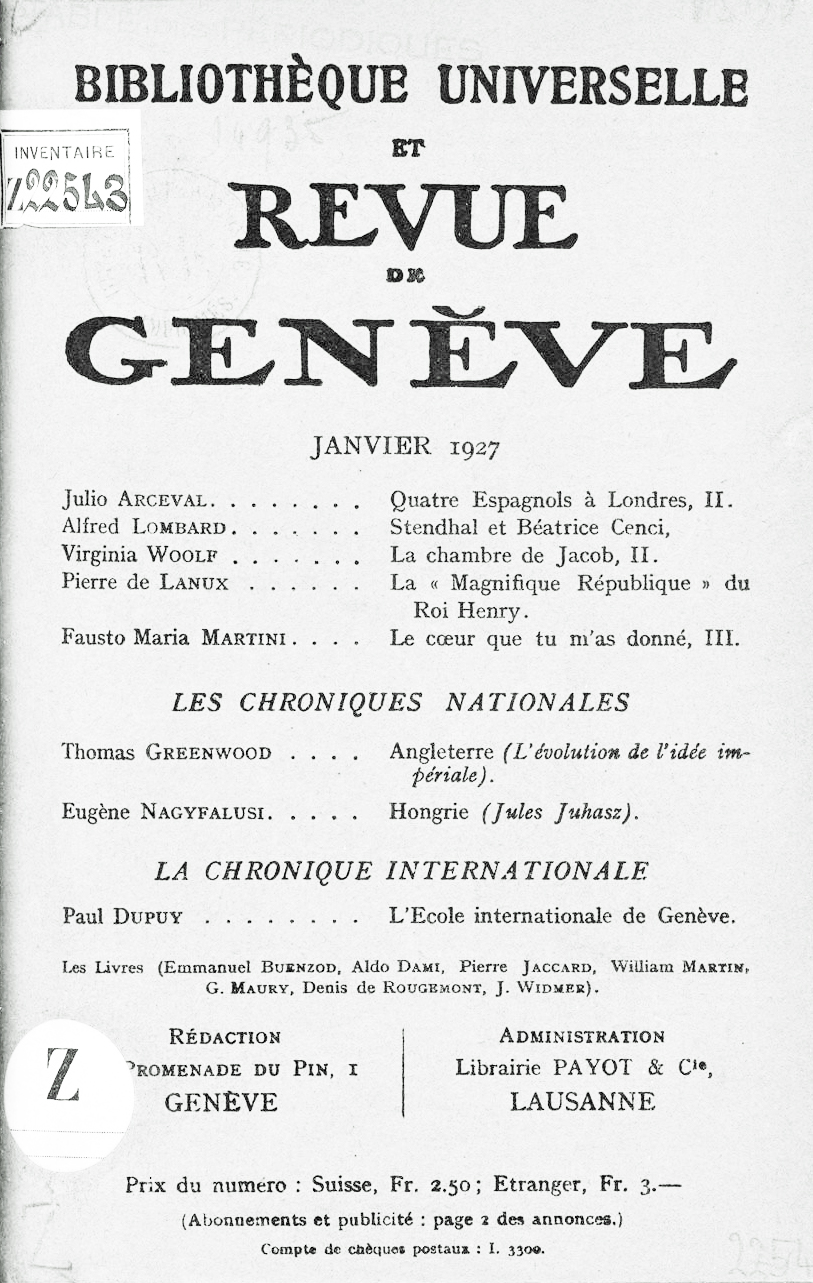
Titelseite der Bibliothèque universelle et Revue de Genève (1927)

1922 wurde die Zeitschrift vom Verlag Payot übernommen, der sie im Dezember 1924 mit der 1920 gegründeten Revue de Genève zur Bibliothèque universelle et Revue de Genève fusionierte. Die Redaktion übernahm Robert de Traz, Mitherausgeber wurde der Generaldirektor des IKRK, Jacques Chenevière.
Die Zeitschrift bestand aus drei Teilen, einem literarischen mit verschiedensprachigen, ins Französische übersetzten Texten europäischer Schriftsteller und Essayisten, einer nationalen Berichterstattung und einer internationalen Rundschau, die über die Tätigkeiten des Völkerbunds informierte. Sie druckte das erste, ins Französische übersetzte Werk Sigmund Freuds, Origine et développement de la psychanalyse (1920–1921; deutsch Über Psychoanalyse, 1910), die ersten Essays von Denis de Rougemont und Marguerite Yourcenar sowie Ansichten über Deutschland von Ernst Robert Curtius, Victor Klemperer und Hermann Graf Keyserling. Der Niedergang des literarischen Teils war jedoch nicht mehr aufzuhalten, und 1930 wurde die Zeitschrift eingestellt.